# Dobrivoje Radosavljević
Dobrivoje Radosavljević - "Bobi" (srbsko Добривоје Радосављевић), srbski politik in general, * 28. januar 1915, † 1984.

## Življenjepis
Radosavljević, študent Kmetijske fakultete v Zemunu, je leta 1933 postal član SKOJ in KPJ. Zaradi revolucionarne dejavnosti je bil zaprt in obsojen na 3 leta zapora. Bil je eden od organizatorjev NOVJ v vzhodni Srbiji leta 1941. Med vojno je opravljal različne partijsko-politične dolžnosti.
Po vojni je bil organizacijski sekretar CK KP Srbije, podpredsednik vlade Srbije, finančni minister Jugoslavije, član Zveznega izvršnega sveta, podpredsednik Skupščine Srbije, poslanec Zvezne skupščine in eno leto (od novembra 1966 do februarja 1968) tudi predsednik CK ZK Srbije, ko se je njegova politična kariera končala.
Imel je čin rezervnega generalmajorja JLA.